# Liste des médaillés en natation masculine aux championnats du monde de natation
Liste des sportifs médaillés en natation lors championnats du monde de natation depuis la première édition de ces mondiaux en 1973.

## Nage libre

### 50 mètresnage libre
| Édition        | Or                        | Argent                         | Bronze                                |
| -------------- | ------------------------- | ------------------------------ | ------------------------------------- |
| Madrid 1986    | Tom Jager                 | Dano Halsall                   | Matt Biondi                           |
| Perth 1991     | Tom Jager                 | Matt Biondi                    | Guennadi Prigoda                      |
| Rome 1994      | Aleksandr Popov           | Gary Hall Jr.                  | Majolis Raimundas                     |
| Perth 1998     | Bill Pilczuk              | Aleksandr Popov                | Ricardo Busquets Michael Klim         |
| Fukuoka 2001   | Anthony Ervin             | Pieter van den Hoogenband      | Roland Mark Schoeman Tomohiro Yamanoi |
| Barcelone 2003 | Aleksandr Popov           | Mark Foster                    | Pieter van den Hoogenband             |
| Montréal 2005  | Roland Mark Schoeman      | Duje Draganja                  | Bartosz Kizierowski                   |
| Melbourne 2007 | Benjamin Wildman-Tobriner | Cullen Jones                   | Stefan Nystrand                       |
| Rome 2009      | César Cielo               | Frédérick Bousquet             | Amaury Leveaux                        |
| Shanghai 2011  | César Cielo               | Luca Dotto                     | Alain Bernard                         |
| Barcelone 2013 | César Cielo               | Vladimir Morozov               | George Bovell                         |
| Kazan 2015     | Florent Manaudou          | Nathan Adrian                  | Bruno Fratus                          |
| Budapest 2017  | Caeleb Dressel            | Bruno Fratus                   | Benjamin Proud                        |
| Gwangju 2019   | Caeleb Dressel            | Bruno Fratus Kristián Goloméev |                                       |
| Budapest 2022  | Benjamin Proud            | Michael Andrew                 | Maxime Grousset                       |
| Fukuoka 2023   | Cameron McEvoy            | Jack Alexy                     | Benjamin Proud                        |
| Doha 2024      | Vladyslav Bukhov          | Cameron McEvoy                 | Benjamin Proud                        |
| Singapour 2025 | Cameron McEvoy            | Benjamin Proud                 | Jack Alexy                            |

### 100 mètres nage libre
| Édition        | Or                           | Argent                    | Bronze             |
| -------------- | ---------------------------- | ------------------------- | ------------------ |
| Belgrade 1973  | Jim Montgomery               | Michel Rousseau           | Michael Wenden     |
| Cali 1975      | Andrew Coan                  | Vladimir Bure             | Jim Montgomery     |
| Berlin 1978    | David McCagg                 | Jim Montgomery            | Klaus Steinbach    |
| Guayaquil 1982 | Jörg Woithe                  | Rowdy Gaines              | Per Johansson      |
| Madrid 1986    | Matt Biondi                  | Stéphan Caron             | Tom Jager          |
| Perth 1991     | Matt Biondi                  | Tommy Werner              | Giorgio Lamberti   |
| Rome 1994      | Aleksandr Popov              | Gary Hall Jr.             | Gustavo Borges     |
| Perth 1998     | Aleksandr Popov              | Michael Klim              | Lars Frölander     |
| Fukuoka 2001   | Anthony Ervin                | Pieter van den Hoogenband | Lars Frölander     |
| Barcelone 2003 | Aleksandr Popov              | Pieter van den Hoogenband | Ian Thorpe         |
| Montréal 2005  | Filippo Magnini              | Roland Mark Schoeman      | Ryk Neethling      |
| Melbourne 2007 | Filippo Magnini Brent Hayden | —                         | Eamon Sullivan     |
| Rome 2009      | César Cielo                  | Alain Bernard             | Frédérick Bousquet |
| Shanghai 2011  | James Magnussen              | Brent Hayden              | William Meynard    |
| Barcelone 2013 | James Magnussen              | Jimmy Feigen              | Nathan Adrian      |
| Kazan 2015     | Ning Zetao                   | Cameron McEvoy            | Federico Grabich   |
| Budapest 2017  | Caeleb Dressel               | Nathan Adrian             | Mehdy Metella      |
| Gwangju 2019   | Caeleb Dressel               | Kyle Chalmers             | Vladislav Grinev   |
| Budapest 2022  | David Popovici               | Maxime Grousset           | Joshua Liendo      |
| Fukuoka 2023   | Kyle Chalmers                | Jack Alexy                | Maxime Grousset    |
| Doha 2024      | Pan Zhanle                   | Alessandro Miressi        | Nándor Németh      |
| Singapour 2025 | David Popovici               | Jack Alexy                | Kyle Chalmers      |

### 200 mètres nage libre
| Édition        | Or                | Argent                    | Bronze                         |
| -------------- | ----------------- | ------------------------- | ------------------------------ |
| Belgrade 1973  | Jim Montgomery    | Kurt Krumpholz            | Roger Pyttel                   |
| Cali 1975      | Tim Shaw          | Bruce Furniss             | Brian Brinkley                 |
| Berlin 1978    | William Forrester | Rowdy Gaines              | Sergueï Kopliakov              |
| Guayaquil 1982 | Michael Groß      | Rowdy Gaines              | Jörg Woithe                    |
| Madrid 1986    | Michael Groß      | Sven Lodziewski           | Matt Biondi                    |
| Perth 1991     | Giorgio Lamberti  | Steffen Zesner            | Artur Wojdat                   |
| Rome 1994      | Antti Kasvio      | Anders Holmertz           | Danyon Loader                  |
| Perth 1998     | Michael Klim      | Massimiliano Rosolino     | Pieter van den Hoogenband      |
| Fukuoka 2001   | Ian Thorpe        | Pieter van den Hoogenband | Klete Keller                   |
| Barcelone 2003 | Ian Thorpe        | Pieter van den Hoogenband | Grant Hackett                  |
| Montréal 2005  | Michael Phelps    | Grant Hackett             | Ryk Neethling                  |
| Melbourne 2007 | Michael Phelps    | Pieter van den Hoogenband | Park Tae-hwan                  |
| Rome 2009      | Paul Biedermann   | Michael Phelps            | Danila Izotov                  |
| Shanghai 2011  | Ryan Lochte       | Michael Phelps            | Paul Biedermann                |
| Barcelone 2013 | Yannick Agnel     | Conor Dwyer               | Danila Izotov                  |
| Kazan 2015     | James Guy         | Sun Yang                  | Paul Biedermann                |
| Budapest 2017  | Sun Yang          | Francis Haas              | Aleksandr Krasnykh             |
| Gwangju 2019   | Sun Yang          | Katsuhiro Matsumoto       | Martin Malioutine Duncan Scott |
| Budapest 2022  | David Popovici    | Hwang Sun-woo             | Thomas Dean                    |
| Fukuoka 2023   | Matthew Richards  | Thomas Dean               | Hwang Sun-woo                  |
| Doha 2024      | Hwang Sun-woo     | Danas Rapšys              | Luke Hobson                    |
| Singapour 2025 | David Popovici    | Luke Hobson               | Tatsuya Murasa                 |

### 400 mètres nage libre
| Édition        | Or                | Argent             | Bronze             |
| -------------- | ----------------- | ------------------ | ------------------ |
| Belgrade 1973  | Rick DeMont       | Brad Cooper        | Bengt Gingsjö      |
| Cali 1975      | Tim Shaw          | Bruce Furniss      | Frank Pfüste       |
| Berlin 1978    | Vladimir Salnikov | Jeffrey Float      | William Forrester  |
| Guayaquil 1982 | Vladimir Salnikov | Svietoslav Semenov | Sven Lodziewski    |
| Madrid 1986    | Rainer Henkel     | Uwe Daßler         | Daniel Jorgensen   |
| Perth 1991     | Jörg Hoffmann     | Stefan Pfeiffer    | Artur Wojdat       |
| Rome 1994      | Kieren Perkins    | Antti Kasvio       | Danyon Loader      |
| Perth 1998     | Ian Thorpe        | Grant Hackett      | Paul Palmer        |
| Fukuoka 2001   | Ian Thorpe        | Grant Hackett      | Emiliano Brembilla |
| Barcelone 2003 | Ian Thorpe        | Grant Hackett      | Dragoş Coman       |
| Montréal 2005  | Grant Hackett     | Iouri Priloukov    | Oussama Mellouli   |
| Melbourne 2007 | Park Tae-hwan     | Grant Hackett      | Iouri Priloukov    |
| Rome 2009      | Paul Biedermann   | Oussama Mellouli   | Zhang Lin          |
| Shanghai 2011  | Park Tae-hwan     | Sun Yang           | Paul Biedermann    |
| Barcelone 2013 | Sun Yang          | Kōsuke Hagino      | Connor Jaeger      |
| Kazan 2015     | Sun Yang          | James Guy          | Ryan Cochrane      |
| Budapest 2017  | Sun Yang          | Mack Horton        | Gabriele Detti     |
| Gwangju 2019   | Sun Yang          | Mack Horton        | Gabriele Detti     |
| Budapest 2022  | Elijah Winnington | Lukas Märtens      | Guilherme Costa    |
| Fukuoka 2023   | Samuel Short      | Ahmed Hafnaoui     | Lukas Märtens      |
| Doha 2024      | Kim Woo-min       | Elijah Winnington  | Lukas Märtens      |
| Singapour 2025 | Lukas Märtens     | Samuel Short       | Kim Woo-min        |

### 800 mètres nage libre
| Édition        | Or                   | Argent               | Bronze               |
| -------------- | -------------------- | -------------------- | -------------------- |
| Fukuoka 2001   | Ian Thorpe           | Grant Hackett        | Graeme Smith         |
| Barcelone 2003 | Grant Hackett        | Larsen Jensen        | Ihor Chervynskyy     |
| Montréal 2005  | Grant Hackett        | Larsen Jensen        | Iouri Priloukov      |
| Melbourne 2007 | Przemysław Stańczyk  | Craig Stevens        | Federico Colbertaldo |
| Rome 2009      | Zhang Lin            | Oussama Mellouli     | Ryan Cochrane        |
| Shanghai 2011  | Sun Yang             | Ryan Cochrane        | Gergő Kis            |
| Barcelone 2013 | Sun Yang             | Michael McBroom      | Ryan Cochrane        |
| Kazan 2015     | Sun Yang             | Gregorio Paltrinieri | Mack Horton          |
| Budapest 2017  | Gabriele Detti       | Wojciech Wojdak      | Gregorio Paltrinieri |
| Gwangju 2019   | Gregorio Paltrinieri | Henrik Christiansen  | David Aubry          |
| Budapest 2022  | Robert Finke         | Florian Wellbrock    | Mykhailo Romanchuk   |
| Fukuoka 2023   | Ahmed Hafnaoui       | Samuel Short         | Robert Finke         |
| Doha 2024      | Daniel Wiffen        | Elijah Winnington    | Gregorio Paltrinieri |
| Singapour 2025 | Ahmed Jaouadi        | Sven Schwarz         | Lukas Märtens        |

### 1 500mètres nage libre
| Édition        | Or                   | Argent              | Bronze               |
| -------------- | -------------------- | ------------------- | -------------------- |
| Belgrade 1973  | Stephen Holland      | Rick DeMont         | Brad Cooper          |
| Cali 1975      | Tim Shaw             | Brian Goodell       | David Parker         |
| Berlin 1978    | Vladimir Salnikov    | Borut Petric        | Robert Hackett       |
| Guayaquil 1982 | Vladimir Salnikov    | Sviatoslav Semenov  | Darjan Petric        |
| Madrid 1986    | Rainer Henkel        | Stefano Battistelli | Daniel Jorgensen     |
| Perth 1991     | Jörg Hoffmann        | Kieren Perkins      | Stefan Pfeiffer      |
| Rome 1994      | Kieren Perkins       | Daniel Kowalski     | Steffen Zesner       |
| Perth 1998     | Grant Hackett        | Emiliano Brembilla  | Daniel Kowalski      |
| Fukuoka 2001   | Grant Hackett        | Graeme Smith        | Alexei Filipets      |
| Barcelone 2003 | Grant Hackett        | Ihor Chervynskyy    | Erik Vendt           |
| Montréal 2005  | Grant Hackett        | Larsen Jensen       | David Davies         |
| Melbourne 2007 | Mateusz Sawrymowicz  | Iouri Priloukov     | David Davies         |
| Rome 2009      | Oussama Mellouli     | Ryan Cochrane       | Sun Yang             |
| Shanghai 2011  | Sun Yang             | Ryan Cochrane       | Gergő Kis            |
| Barcelone 2013 | Sun Yang             | Ryan Cochrane       | Gregorio Paltrinieri |
| Kazan 2015     | Gregorio Paltrinieri | Connor Jaeger       | Ryan Cochrane        |
| Budapest 2017  | Gregorio Paltrinieri | Mykhailo Romanchuk  | Mack Horton          |
| Gwangju 2019   | Florian Wellbrock    | Mykhailo Romanchuk  | Gregorio Paltrinieri |
| Budapest 2022  | Gregorio Paltrinieri | Robert Finke        | Florian Wellbrock    |
| Fukuoka 2023   | Ahmed Hafnaoui       | Robert Finke        | Sam Short            |
| Doha 2024      | Daniel Wiffen        | Florian Wellbrock   | David Aubry          |
| Singapour 2025 | Ahmed Jaouadi        | Sven Schwarz        | Robert Finke         |

## Dos

### 50 mètres dos
| Édition        | Or                 | Argent                        | Bronze             |
| -------------- | ------------------ | ----------------------------- | ------------------ |
| Fukuoka 2001   | Randall Bal        | Thomas Rupprath               | Matt Welsh         |
| Barcelone 2003 | Thomas Rupprath    | Matt Welsh                    | Gerhard Zandberg   |
| Montréal 2005  | Áris Grigoriádis   | Matt Welsh                    | Liam Tancock       |
| Melbourne 2007 | Gerhard Zandberg   | Thomas Rupprath               | Liam Tancock       |
| Rome 2009      | Liam Tancock       | Junya Koga                    | Gerhard Zandberg   |
| Shanghai 2011  | Liam Tancock       | Camille Lacourt               | Gerhard Zandberg   |
| Barcelone 2013 | Camille Lacourt    | Jérémy Stravius Matt Grevers  | —                  |
| Kazan 2015     | Camille Lacourt    | Matt Grevers                  | Ben Treffers       |
| Budapest 2017  | Camille Lacourt    | Junya Koga                    | Matt Grevers       |
| Gwangju 2019   | Zane Waddell       | Evgeny Rylov                  | Kliment Kolesnikov |
| Budapest 2022  | Justin Ress        | Hunter Armstrong              | Ksawery Masiuk     |
| Fukuoka 2023   | Hunter Armstrong   | Justin Ress                   | Xu Jiayu           |
| Doha 2024      | Isaac Cooper       | Hunter Armstrong              | Ksawery Masiuk     |
| Singapour 2025 | Kliment Kolesnikov | Pieter Coetze Pavel Samusenko | —                  |

### 100 mètres dos
| Édition        | Or                              | Argent                        | Bronze               |
| -------------- | ------------------------------- | ----------------------------- | -------------------- |
| Belgrade 1973  | Roland Matthes                  | Michael Stamm                 | Lutz Wanja           |
| Cali 1975      | Roland Matthes                  | John Murphy Malvin Nash       | -                    |
| Berlin 1978    | Bob Jackson                     | Peter Rocca                   | Rômulo Arantes       |
| Guayaquil 1982 | Dirk Richter                    | Rick Carey                    | Vladimir Chementov   |
| Madrid 1986    | Igor Polyansky                  | Dirk Richter                  | Serguei Zaboltnov    |
| Perth 1991     | Jeffrey Rouse                   | Mark Tewksbury                | Martín López-Zubero  |
| Rome 1994      | Martín López-Zubero             | Jeffrey Rouse                 | Tamás Deutsch        |
| Perth 1998     | Lenny Krayzelburg               | Mark Versfeld                 | Stev Theloke         |
| Fukuoka 2001   | Matt Welsh                      | Örn Arnarson                  | Steffen Driesen      |
| Barcelone 2003 | Aaron Peirsol                   | Arkadi Viatchanine Matt Welsh | —                    |
| Montréal 2005  | Aaron Peirsol                   | Randall Bal                   | László Cseh          |
| Melbourne 2007 | Aaron Peirsol                   | Ryan Lochte                   | Liam Tancock         |
| Rome 2009      | Junya Koga                      | Helge Meeuw                   | Aschwin Wildeboer    |
| Shanghai 2011  | Camille Lacourt Jérémy Stravius | —                             | Ryōsuke Irie         |
| Barcelone 2013 | Matt Grevers                    | David Plummer                 | Jérémy Stravius      |
| Kazan 2015     | Mitch Larkin                    | Camille Lacourt               | Matt Grevers         |
| Budapest 2017  | Xu Jiayu                        | Matt Grevers                  | Ryan Murphy          |
| Gwangju 2019   | Xu Jiayu                        | Evgeny Rylov                  | Mitch Larkin         |
| Budapest 2022  | Thomas Ceccon                   | Ryan Murphy                   | Hunter Armstrong     |
| Fukuoka 2023   | Ryan Murphy                     | Thomas Ceccon                 | Hunter Armstrong     |
| Doha 2024      | Hunter Armstrong                | Hugo González                 | Apóstolos Chrístou   |
| Singapour 2025 | Pieter Coetze                   | Thomas Ceccon                 | Yohann Ndoye-Brouard |

### 200 mètres dos
| Édition        | Or                  | Argent              | Bronze               |
| -------------- | ------------------- | ------------------- | -------------------- |
| Belgrade 1973  | Roland Matthes      | Zoltán Verrasztó    | John Naber           |
| Cali 1975      | Zoltán Verrasztó    | Mark Tonelli        | Paul Hove            |
| Berlin 1978    | Jesse Vassallo      | Gary Hurring        | Zoltán Verrasztó     |
| Guayaquil 1982 | Rick Carey          | Zoltan Wladar       | Frank Baltrusch      |
| Madrid 1986    | Igor Polianski      | Frank Baltrusch     | Frank Hoffmeister    |
| Perth 1991     | Martín López-Zubero | Stefano Battistelli | Vladimir Selkov      |
| Rome 1994      | Vladimir Selkov     | Martín López-Zubero | Royce Sharp          |
| Perth 1998     | Lenny Krayzelburg   | Ralf Braun          | Mark Versfeld        |
| Fukuoka 2001   | Aaron Peirsol       | Markus Rogan        | Örn Arnarson         |
| Barcelone 2003 | Aaron Peirsol       | Gordan Kožulj       | Simon Dufour         |
| Montréal 2005  | Aaron Peirsol       | Markus Rogan        | Ryan Lochte          |
| Melbourne 2007 | Ryan Lochte         | Aaron Peirsol       | Markus Rogan         |
| Rome 2009      | Aaron Peirsol       | Ryōsuke Irie        | Ryan Lochte          |
| Shanghai 2011  | Ryan Lochte         | Ryōsuke Irie        | Tyler Clary          |
| Barcelone 2013 | Ryan Lochte         | Radosław Kawęcki    | Tyler Clary          |
| Kazan 2015     | Mitch Larkin        | Radosław Kawęcki    | Evgeny Rylov         |
| Budapest 2017  | Evgeny Rylov        | Ryan Murphy         | Jacob Pebley         |
| Gwangju 2019   | Evgeny Rylov        | Ryan Murphy         | Luke Greenbank       |
| Budapest 2022  | Ryan Murphy         | Luke Greenbank      | Shaine Casas         |
| Fukuoka 2023   | Hubert Kós          | Ryan Murphy         | Roman Mityukov       |
| Doha 2024      | Hugo González       | Roman Mityukov      | Pieter Coetze        |
| Singapour 2025 | Hubert Kós          | Pieter Coetze       | Yohann Ndoye-Brouard |

## Brasse

### 50 mètres brasse
| Édition        | Or                    | Argent                | Bronze                |
| -------------- | --------------------- | --------------------- | --------------------- |
| Fukuoka 2001   | Oleh Lisohor          | Roman Sludnov         | Domenico Fioravanti   |
| Barcelone 2003 | James Gibson          | Oleh Lisohor          | Mihály Flaskay        |
| Montréal 2005  | Mark Warnecke         | Mark Gangloff         | Kōsuke Kitajima       |
| Melbourne 2007 | Oleh Lisohor          | Brendan Hansen        | Cameron van der Burgh |
| Rome 2009      | Cameron van der Burgh | Felipe França         | Mark Gangloff         |
| Shanghai 2011  | Felipe França         | Fabio Scozzoli        | Cameron van der Burgh |
| Barcelone 2013 | Cameron van der Burgh | Christian Sprenger    | Giulio Zorzi          |
| Kazan 2015     | Adam Peaty            | Cameron van der Burgh | Kevin Cordes          |
| Budapest 2017  | Adam Peaty            | João Gomes Júnior     | Cameron van der Burgh |
| Gwangju 2019   | Adam Peaty            | Felipe Lima           | João Gomes Júnior     |
| Budapest 2022  | Nicolas Fink          | Nicolò Martinenghi    | Michael Andrew        |
| Fukuoka 2023   | Qin Haiyang           | Nicolas Fink          | Sun Jiajun            |
| Doha 2024      | Sam Williamson        | Nicolò Martinenghi    | Nicolas Fink          |
| Singapour 2025 | Simone Cerasuolo      | Kirill Prigoda        | Qin Haiyang           |

### 100 mètres brasse
| Édition        | Or                     | Argent                                        | Bronze                 |
| -------------- | ---------------------- | --------------------------------------------- | ---------------------- |
| Belgrade 1973  | John Hencken           | Mihail Kriukin                                | Nobutaka Taguchi       |
| Cali 1975      | David Wilkie           | Nobutaka Taguchi                              | David Leigh            |
| Berlin 1978    | Walter Kusch           | Graham Smith                                  | Gerald Mörken          |
| Guayaquil 1982 | Steve Lundquist        | Victor Davis                                  | John Moffet (en)       |
| Madrid 1986    | Victor Davis           | Gianni Minervini                              | Dmitri Volkov          |
| Perth 1991     | Norbert Rózsa          | Adrian Moorhouse                              | Gianni Minervini       |
| Rome 1994      | Norbert Rózsa          | Károly Güttler                                | Frederik Deburghgraeve |
| Perth 1998     | Frederik Deburghgraeve | Qiliang Zheng                                 | Kurt Grote             |
| Fukuoka 2001   | Roman Sludnov          | Domenico Fioravanti                           | Ed Moses               |
| Barcelone 2003 | Kōsuke Kitajima        | Brendan Hansen                                | James Gibson           |
| Montréal 2005  | Brendan Hansen         | Kōsuke Kitajima                               | Hugues Duboscq         |
| Melbourne 2007 | Brendan Hansen         | Kōsuke Kitajima                               | Brenton Rickard        |
| Rome 2009      | Brenton Rickard        | Hugues Duboscq                                | Cameron van der Burgh  |
| Shanghai 2011  | Alexander Dale Oen     | Fabio Scozzoli                                | Cameron van der Burgh  |
| Barcelone 2013 | Christian Sprenger     | Cameron van der Burgh                         | Felipe Lima            |
| Kazan 2015     | Adam Peaty             | Cameron van der Burgh                         | Ross Murdoch           |
| Budapest 2017  | Adam Peaty             | Kevin Cordes                                  | Kirill Prigoda         |
| Gwangju 2019   | Adam Peaty             | James Wilby                                   | Yan Zibei              |
| Budapest 2022  | Nicolò Martinenghi     | Arno Kamminga                                 | Nicolas Fink           |
| Fukuoka 2023   | Qin Haiyang            | Nicolas Fink Arno Kamminga Nicolò Martinenghi | —                      |
| Doha 2024      | Nicolas Fink           | Nicolò Martinenghi                            | Adam Peaty             |
| Singapour 2025 | Qin Haiyang            | Nicolò Martinenghi                            | Denis Petrashov        |

## Papillon

### 50 mètres papillon
| Édition        | Or                   | Argent          | Bronze                      |
| -------------- | -------------------- | --------------- | --------------------------- |
| Fukuoka 2001   | Geoff Huegill        | Lars Frölander  | Mark Foster                 |
| Barcelone 2003 | Matt Welsh           | Ian Crocker     | Yevgeniy Korotychkin        |
| Montréal 2005  | Roland Mark Schoeman | Ian Crocker     | Serhiy Breus                |
| Melbourne 2007 | Roland Mark Schoeman | Ian Crocker     | Jakob Andkjær               |
| Rome 2009      | Milorad Čavić        | Matthew Targett | Rafael Muñoz                |
| Shanghai 2011  | César Cielo          | Matthew Targett | Geoff Huegill               |
| Barcelone 2013 | César Cielo          | Eugene Godsoe   | Frédérick Bousquet          |
| Kazan 2015     | Florent Manaudou     | Nicholas Santos | László Cseh Konrad Czerniak |
| Budapest 2017  | Benjamin Proud       | Nicholas Santos | Andriy Hovorov              |
| Gwangju 2019   | Caeleb Dressel       | Oleg Kostine    | Nicholas Santos             |
| Budapest 2022  | Caeleb Dressel       | Nicholas Santos | Michael Andrew              |
| Fukuoka 2023   | Thomas Ceccon        | Diogo Ribeiro   | Maxime Grousset             |
| Doha 2024      | Diogo Ribeiro        | Michael Andrew  | Cameron McEvoy              |
| Singapour 2025 | Maxime Grousset      | Noè Ponti       | Thomas Ceccon               |

### 100 mètres papillon
| Édition        | Or                | Argent            | Bronze                     |
| -------------- | ----------------- | ----------------- | -------------------------- |
| Belgrade 1973  | Bruce Robertson   | Joe Bottom        | Robin Backhaus             |
| Cali 1975      | Gregory Jagenburg | Roger Pyttel      | William Forrester          |
| Berlin 1978    | Joe Bottom        | Gregory Jagenburg | Pär Arvidsson              |
| Guayaquil 1982 | Matthew Gribble   | Michael Gross     | Bengt Baron                |
| Madrid 1986    | Pablo Morales     | Matt Biondi       | Andrew Jameson             |
| Perth 1991     | Anthony Nesty     | Michael Gross     | Viatcheslav Kulikov        |
| Rome 1994      | Rafał Szukała     | Lars Frölander    | Denis Pankratov            |
| Perth 1998     | Michael Klim      | Lars Frölander    | Geoff Huegill              |
| Fukuoka 2001   | Lars Frölander    | Ian Crocker       | Geoff Huegill              |
| Barcelone 2003 | Ian Crocker       | Michael Phelps    | Andriy Serdinov            |
| Montréal 2005  | Ian Crocker       | Michael Phelps    | Andriy Serdinov            |
| Melbourne 2007 | Michael Phelps    | Ian Crocker       | Albert Subirats            |
| Rome 2009      | Michael Phelps    | Milorad Čavić     | Rafael Muñoz               |
| Shanghai 2011  | Michael Phelps    | Konrad Czerniak   | Tyler McGill               |
| Barcelone 2013 | Chad le Clos      | László Cseh       | Konrad Czerniak            |
| Kazan 2015     | Chad le Clos      | László Cseh       | Joseph Schooling           |
| Budapest 2017  | Caeleb Dressel    | Kristóf Milák     | James Guy Joseph Schooling |
| Gwangju 2019   | Caeleb Dressel    | Andreï Minakov    | Chad Le Clos               |
| Budapest 2022  | Kristóf Milák     | Naoki Mizunuma    | Joshua Liendo              |
| Fukuoka 2023   | Maxime Grousset   | Joshua Liendo     | Dare Rose                  |
| Doha 2024      | Diogo Ribeiro     | Simon Bucher      | Jakub Mayerski             |
| Singapour 2025 | Maxime Grousset   | Noè Ponti         | Ilya Kharun                |

### 200 mètres papillon
| Édition        | Or                 | Argent                | Bronze              |
| -------------- | ------------------ | --------------------- | ------------------- |
| Belgrade 1973  | Robin Backhaus     | Steven Gregg          | Hartmut Floecker    |
| Cali 1975      | William Forrester  | Roger Pyttel          | Brian Brinkley      |
| Berlin 1978    | Mike Bruner        | Steven Gregg          | Roger Pyttel        |
| Guayaquil 1982 | Michael Gross      | Sergey Fesenko        | Craig Beardsley     |
| Madrid 1986    | Michael Gross      | Anthony Mosse         | Benny Nielsen       |
| Perth 1991     | Melvin Stewart     | Michael Gross         | Tamás Darnyi        |
| Rome 1994      | Denis Pankratov    | Danyon Loader         | Chris-Carol Bremer  |
| Perth 1998     | Denys Sylantyev    | Franck Esposito       | Tom Malchow         |
| Fukuoka 2001   | Michael Phelps     | Tom Malchow           | Anatoli Poliakov    |
| Barcelone 2003 | Michael Phelps     | Takashi Yamamoto      | Tom Malchow         |
| Montréal 2005  | Paweł Korzeniowski | Takeshi Matsuda       | Wu Peng             |
| Melbourne 2007 | Michael Phelps     | Wu Peng               | Nikolay Skvortsov   |
| Rome 2009      | Michael Phelps     | Paweł Korzeniowski    | Takeshi Matsuda     |
| Shanghai 2011  | Michael Phelps     | Takeshi Matsuda       | Wu Peng             |
| Barcelone 2013 | Chad le Clos       | Paweł Korzeniowski    | Wu Peng             |
| Kazan 2015     | László Cseh        | Chad le Clos          | Jan Świtkowski      |
| Budapest 2017  | Chad le Clos       | László Cseh           | Daiya Seto          |
| Gwangju 2019   | Kristof Milak      | Daiya Seto            | Chad le Clos        |
| Budapest 2022  | Kristof Milak      | Léon Marchand         | Tomoru Honda        |
| Fukuoka 2023   | Léon Marchand      | Krzysztof Chmielewski | Tomoru Honda        |
| Doha 2024      | Tomoru Honda       | Alberto Razzetti      | Martin Espernberger |
| Singapour 2025 | Gianluca Urlando   | Krzysztof Chmielewski | Harrison Turner     |

## Quatre nages

### 200 mètres quatre nages
| Édition        | Or                    | Argent             | Bronze                |
| -------------- | --------------------- | ------------------ | --------------------- |
| Belgrade 1973  | Gunnar Larsson        | Stanley Carper     | David Wilkie          |
| Cali 1975      | András Hargitay       | Steve Furniss      | Andrey Simornov       |
| Berlin 1978    | Graham Smith          | Jesse Vassallo     | Alexander Sidorenko   |
| Guayaquil 1982 | Alexander Sidorenko   | William Barrett    | Giovanni Franceschi   |
| Madrid 1986    | Tamás Darnyi          | Alex Baumann       | Wadim Jaroshuk        |
| Perth 1991     | Tamás Darnyi          | Eric Namesnik      | Christian Gessner     |
| Rome 1994      | Jani Sievinen         | Greg Burgess       | Attila Czene          |
| Perth 1998     | Marcel Wouda          | Xavier Marchand    | Ron Karnaugh          |
| Fukuoka 2001   | Massimiliano Rosolino | Tom Wilkens        | Justin Norris         |
| Barcelone 2003 | Michael Phelps        | Ian Thorpe         | Massimiliano Rosolino |
| Montréal 2005  | Michael Phelps        | László Cseh        | Ryan Lochte           |
| Melbourne 2007 | Michael Phelps        | Ryan Lochte        | László Cseh           |
| Rome 2009      | Ryan Lochte           | László Cseh        | Eric Shanteau         |
| Shanghai 2011  | Ryan Lochte           | Michael Phelps     | László Cseh           |
| Barcelone 2013 | Ryan Lochte           | Kōsuke Hagino      | Thiago Pereira        |
| Kazan 2015     | Ryan Lochte           | Thiago Pereira     | Wang Shun             |
| Budapest 2017  | Chase Kalisz          | Kōsuke Hagino      | Wang Shun             |
| Gwangju 2019   | Daiya Seto            | Jérémy Desplanches | Chase Kalisz          |
| Budapest 2022  | Léon Marchand         | Carson Foster      | Daiya Seto            |
| Fukuoka 2023   | Léon Marchand         | Duncan Scott       | Tom Dean              |
| Doha 2024      | Finlay Knox           | Carson Foster      | Alberto Razzetti      |
| Singapour 2025 | Léon Marchand         | Shaine Casas       | Hubert Kós            |

### 400 mètres quatre nages
| Édition        | Or                | Argent              | Bronze                |
| -------------- | ----------------- | ------------------- | --------------------- |
| Belgrade 1973  | András Hargitay   | Rodney Strachan     | Richard Colella       |
| Cali 1975      | András Hargitay   | Andrey Simornov     | Hans Joachim Geissler |
| Berlin 1978    | Jesse Vassallo    | Sergey Fesenko      | András Hargitay       |
| Guayaquil 1982 | Ricardo Prado     | Jens-Peter Bernd    | Sergey Fesenko        |
| Madrid 1986    | Tamás Darnyi      | Wadim Jaroshuk      | Alex Baumann          |
| Perth 1991     | Tamás Darnyi      | Eric Namesnik       | Stefano Battistelli   |
| Rome 1994      | Tom Dolan         | Jani Sievinen       | Eric Namesnik         |
| Perth 1998     | Tom Dolan         | Marcel Wouda        | Curtis Myden          |
| Fukuoka 2001   | Alessio Boggiatto | Erik Vendt          | Tom Wilkens           |
| Barcelone 2003 | Michael Phelps    | László Cseh         | Oussama Mellouli      |
| Montréal 2005  | László Cseh       | Luca Marin          | Oussama Mellouli      |
| Melbourne 2007 | Michael Phelps    | Ryan Lochte         | Luca Marin            |
| Rome 2009      | Ryan Lochte       | Tyler Clary         | László Cseh           |
| Shanghai 2011  | Ryan Lochte       | Tyler Clary         | Yuya Horihata         |
| Barcelone 2013 | Daiya Seto        | Chase Kalisz        | Thiago Pereira        |
| Kazan 2015     | Daiya Seto        | Dávid Verrasztó     | Chase Kalisz          |
| Budapest 2017  | Chase Kalisz      | Dávid Verrasztó     | Daiya Seto            |
| Gwangju 2019   | Daiya Seto        | Jay Litherland      | Lewis Clareburt       |
| Budapest 2022  | Léon Marchand     | Carson Foster       | Chase Kalisz          |
| Fukuoka 2023   | Léon Marchand     | Carson Foster       | Daiya Seto            |
| Doha 2024      | Lewis Clareburt   | Max Litchfield      | Daiya Seto            |
| Singapour 2025 | Léon Marchand     | Tomoyuki Matsushita | Ilia Borodin          |

## Relais

### Relais 4 × 100 mètres nage libre
| Édition        | Or                                                                     | Argent                                                                                | Bronze                                                                                   |
| -------------- | ---------------------------------------------------------------------- | ------------------------------------------------------------------------------------- | ---------------------------------------------------------------------------------------- |
| Belgrade 1973  | États-Unis Melvin Nash Joe Bottom Jim Montgomery John Murphy           | Union soviétique Igor Grivennikov Viktor Aboimov Vladimir Krivtsov Vladimir Bure      | Allemagne de l'Est Roland Matthes Roger Pyttel Peter Bruch Hartmut Floeckner             |
| Cali 1975      | États-Unis Bruce Furniss Jim Montgomery Andrew Coan John Murphy        | Allemagne de l'Ouest Klaus Steinbach Dirk Braunleder Kersten Meier Peter Nocke        | Italie Roberto Pangaro Paolo Barelli Claudio Zei Marcello Guarducci                      |
| Berlin 1978    | États-Unis Jack Babashoff Rowdy Gaines Jim Montgomery David McCagg     | Allemagne de l'Ouest Andreas Schmidt Ulrich Temp Peter Knust Klaus Steinbach          | Suède Per Holmertz Dan Larsson Per-Ola Quist Per-Alvar Magnusson                         |
| Guayaquil 1982 | États-Unis Christopher Cavanaugh Robin Leamy David McCagg Rowdy Gaines | Union soviétique Sergey Krassiouk Alexei Filinov Sergei Smiriaguine Alexis Markovski  | Suède Per Johansson Bengt Baron Per Holmertz Per Wikström                                |
| Madrid 1986    | États-Unis Tom Jager Michael Heath Paul Walace Matt Biondi             | Union soviétique Gennady Prigoda Nikolay Yevseyev Sergei Smiriaguine Alexis Markovski | Allemagne de l'Est Dirk Richter Jörg Woithe Sven Lodziewski Steffen Zesner               |
| Perth 1991     | États-Unis Tom Jager Brent Lang Douglas Gjersten Matt Biondi           | Allemagne Peter Sitt Dirk Richter Steffen Zesner Bengt Zigarsky                       | Union soviétique Gennady Prigoda Yuri Bashkatov Veniami Troianovitch Vladimir Tkatchenko |
| Rome 1994      | États-Unis Jon Olsen Josh Davis Ugur Taner Gary Hall Jr.               | Russie Roman Tchegolev Vladimir Predkin Vladimir Pyshnenko Alexander Popov            | Brésil Fernando Scherer Teofilo Ferreira Andre Teixeira Gustavo Borges                   |
| Perth 1998     | États-Unis Scott Tucker Jon Olsen Neil Walker Gary Hall Jr.            | Australie Michael Klim Richard Upton Adam Pine Chris Fydler                           | Russie Alexander Popov Roman Egorov Vladislav Kulikov Denis Pimankov                     |
| Fukuoka 2001   | Australie Michael Klim Ashley Callus Todd Pearson Ian Thorpe           | Pays-Bas Mark Veens Johan Kenkhuis Klaas Zwering Pieter van den Hoogenband            | Allemagne Stefan Herbst Torsten Spanneberg Lars Conrad Sven Lodziewski                   |
| Barcelone 2003 | Russie Andreï Kapralov Ivan Usov Denis Pimankov Alexander Popov        | États-Unis Scott Tucker Neil Walker Ryan Wochomurka Jason Lezak                       | France Romain Barnier Julien Sicot Fabien Gilot Frédérick Bousquet                       |
| Montréal 2005  | États-Unis Michael Phelps Neil Walker Nate Dusing Jason Lezak          | Canada Yannick Lupien Rick Say Mike Mintenko Brent Hayden                             | Australie Michael Klim Andrew Mewing Leith Brodie Patrick Murphy                         |
| Melbourne 2007 | États-Unis Michael Phelps Neil Walker Cullen Jones Jason Lezak         | Italie Massimiliano Rosolino Alessandro Calvi Christian Galenda Filippo Magnini       | France Fabien Gilot Frédérick Bousquet Julien Sicot Alain Bernard                        |
| Rome 2009      | États-Unis Michael Phelps Ryan Lochte Matt Grevers Nathan Adrian       | Russie Evgeny Lagunov Andrey Grechin Danila Izotov Alexander Sukhorukov               | France Fabien Gilot Alain Bernard Grégory Mallet Frédérick Bousquet                      |
| Shanghai 2011  | Australie James Magnussen Matthew Targett Matthew Abood Eamon Sullivan | France Alain Bernard Jérémy Stravius William Meynard Fabien Gilot                     | États-Unis Michael Phelps Garrett Weber-Gale Jason Lezak Nathan Adrian                   |
| Barcelone 2013 | France Yannick Agnel Florent Manaudou Fabien Gilot Jérémy Stravius     | États-Unis Nathan Adrian Ryan Lochte Anthony Ervin James Feigen                       | Russie Andrey Grechin Nikita Lobintsev Vladimir Morozov Danila Izotov                    |
| Kazan 2015     | France Mehdy Metella Florent Manaudou Fabien Gilot Jérémy Stravius     | Russie Andrey Grechin Nikita Lobintsev Vladimir Morozov Aleksandr Sukhorukov          | Italie Luca Dotto Marco Orsi Michele Santucci Filippo Magnini                            |
| Budapest 2017  | États-Unis Caeleb Dressel Townley Haas Blake Pieroni Nathan Adrian     | Brésil Gabriel Santos Marcelo Chierighini César Cielo Bruno Fratus                    | Hongrie Dominik Kozma Nándor Németh Péter Holoda Richárd Bohus                           |
| Gwangju 2019   | États-Unis Caeleb Dressel Blake Pieroni Zach Apple Nathan Adrian       | Russie Vladislav Grinev Vladimir Morozov Kliment Kolesnikov Evgeny Rylov              | Australie Cameron McEvoy Clyde Lewis Alexander Graham Kyle Chalmers                      |
| Budapest 2022  | États-Unis Caeleb Dressel Ryan Held Justin Ress Brooks Curry           | Australie William Yang Matthew Temple Jack Cartwright Kyle Chalmers                   | Italie Alessandro Miressi Thomas Ceccon Lorenzo Zazzeri Manuel Frigo                     |
| Fukuoka 2023   | Australie Jack Cartwright Flynn Southam Kai Taylor Kyle Chalmers       | Italie Alessandro Miressi Manuel Frigo Lorenzo Zazzeri Thomas Ceccon                  | États-Unis Ryan Held Jack Alexy Chris Guiliano Matt King                                 |
| Doha 2024      | Chine Pan Zhanle Ji Xinjie Zhang Zhanshuo Wang Haoyu                   | Italie Alessandro Miressi Lorenzo Zazzeri Paolo Conte Bonin Manuel Frigo              | États-Unis Matt King Shaine Casas Luke Hobson Carson Foster                              |
| Singapour 2025 | Australie Flynn Southam Kai Taylor Maximillian Giuliani Kyle Chalmers  | Italie Carlos D'Ambrosio Thomas Ceccon Lorenzo Zazzeri Manuel Frigo                   | États-Unis Jack Alexy Patrick Sammon Chris Guiliano Jonny Kulow                          |

### Relais 4 × 200 mètres nage libre
| Édition        | Or                                                                                  | Argent                                                                               | Bronze                                                                           |
| -------------- | ----------------------------------------------------------------------------------- | ------------------------------------------------------------------------------------ | -------------------------------------------------------------------------------- |
| Belgrade 1973  | États-Unis Kurt Krumpholz Robin Backhaus Richard Klatt Jim Montgomery               | Australie John Kulasalu Stephen Badger Brad Cooper Michael Wenden                    | Allemagne de l'Ouest Klaus Steinbach Werner Lampe Peter Nocke Folkert Meeuw      |
| Cali 1975      | Allemagne de l'Ouest Klaus Steinbach Werner Lampe Hans Joachim Geissler Peter Nocke | Grande-Bretagne Alan McClatchey Gary Jameson Gordon Downie Brian Brinkley            | Union soviétique Alexandre Samsonov Anatoli Ribakov Viktor Aboimov Andreï Krylov |
| Berlin 1978    | États-Unis Bruce Furniss Bill Forrester Robert Hackett Rowdy Gaines                 | Union soviétique Sergei Rusin Andreï Krylov Vladimir Salnikov Sergey Kopliakov       | Allemagne de l'Ouest Andreas Schmidt Peter Knust Karsten Lippmann Frank Wenmann  |
| Guayaquil 1982 | États-Unis Richard Saeger Jeffrey Float Kyle Miller Rowdy Gaines                    | Union soviétique Vladimir Chemetov Juar Stukolkin Vladimir Salnikov Alexei Filinov   | Allemagne de l'Ouest Andreas Schmidt Dirk Korthals Rainer Henkel Michael Gross   |
| Madrid 1986    | Allemagne de l'Est Lars Hinnenburg Thomas Flemming Dirk Richter Sven Lodziewski     | Allemagne de l'Ouest Rainer Henkel Michael Gross Alexander Schowtka Thomas Fahrner   | États-Unis Eric Boyer Michael Heath Daniel Jorgensen Matt Biondi                 |
| Perth 1991     | Allemagne Peter Sitt Steffen Zesner Stefan Pfeiffer Michael Gross                   | États-Unis Troy Dalbey Melvin Stewart Daniel Jorgensen Douglas Gjertsen              | Italie Emanuel Idini Roberto Gleria Stefano Battistelli Giorgio Lamberti         |
| Rome 1994      | Suède Christer Wallin Tommy Werner Lars Frölander Anders Holmertz                   | Russie Yuri Mukhin Vladimir Pyshnenko Denis Pankratov Roman Tchegolev                | Allemagne Andreas Szigat Christian Keller Oliver Lampe Steffen Zesner            |
| Perth 1998     | Australie Michael Klim Ian Thorpe Grant Hackett Daniel Kowalski                     | Pays-Bas Pieter van den Hoogenband Martijn Zuijdweg Mark van der Zijden Marcel Wouda | Royaume-Uni Paul Palmer Andrew Clayton Gavin Meadows James Salter                |
| Fukuoka 2001   | Australie Grant Hackett Bill Kirby Michael Klim Ian Thorpe                          | Italie Emiliano Brembilla Matteo Pelliciari Andrea Beccari Massimiliano Rosolino     | États-Unis Scott Goldblatt Nate Dusing Chad Carvin Klete Keller                  |
| Barcelone 2003 | Australie Grant Hackett Craig Stevens Nicholas Sprenger Ian Thorpe                  | États-Unis Michael Phelps Nate Dusing Aaron Peirsol Klete Keller                     | Allemagne Johannes Oesterling Lars Conrad Stefan Herbst Christian Keller         |
| Montréal 2005  | États-Unis Michael Phelps Ryan Lochte Peter Vanderkaay Klete Keller                 | Canada Brent Hayden Colin Russell Rick Say Andrew Hurd                               | Australie Nicholas Sprenger Patrick Murphy Andrew Mewing Grant Hackett           |
| Melbourne 2007 | États-Unis Michael Phelps Ryan Lochte Klete Keller Peter Vanderkaay                 | Australie Patrick Murphy Andrew Mewing Grant Brits Kenrick Monk                      | Canada Brian Johns Brent Hayden Rick Say Andrew Hurd                             |
| Rome 2009      | États-Unis Michael Phelps Ricky Berens David Walters Ryan Lochte                    | Russie Nikita Lobintsev Michail Polishuk Danila Izotov Alexander Sukhorukov          | Australie Kenrick Monk Robert Hurley Tommaso D'Orsogna Patrick Murphy            |
| Shanghai 2011  | États-Unis Michael Phelps Peter Vanderkaay Ricky Berens Ryan Lochte                 | France Yannick Agnel Grégory Mallet Jérémy Stravius Fabien Gilot                     | Chine Wang Shun Zhang Lin Li Yunqi Sun Yang                                      |
| Barcelone 2013 | États-Unis Conor Dwyer Ryan Lochte Charles Houchin Ricky Berens                     | Russie Danila Izotov Nikita Lobintsev Artem Lobuzov Alexander Sukhorukov             | Chine Wang Shun Hao Yun Li Yunqi Sun Yang                                        |
| Kazan 2015     | Grande-Bretagne Daniel Wallace Robert Renwick Calum Jarvis James Guy                | États-Unis Ryan Lochte Conor Dwyer Reed Malone Michael Weiss                         | Australie Cameron McEvoy David McKeon Daniel Smith Thomas Fraser-Holmes          |
| Budapest 2017  | Grande-Bretagne Stephen Milne Nicholas Grainger Duncan Scott James Guy              | Russie Mikhail Dovgalyuk Mikhail Vekovishchev Danila Izotov Aleksandr Krasnykh       | États-Unis Blake Pieroni Townley Haas Jack Conger Zane Grothe                    |
| Gwangju 2019   | Australie Clyde Lewis Kyle Chalmers Alexander Graham Mack Horton                    | Russie Mikhail Dovgalyuk Mikhail Vekovishchev Aleksandr Krasnykh Martin Malyutin     | États-Unis Andrew Seliskar Blake Pieroni Zach Apple Townley Haas                 |
| Budapest 2022  | États-Unis Drew Kibler Carson Foster Trenton Julian Kieran Smith                    | Australie Elijah Winnington Zac Incerti Samuel Jack Short Mack Horton                | Grande-Bretagne James Guy Jacob Henry Whittle Joe Richard Litchfield Thomas Dean |
| Fukuoka 2023   | Grande-Bretagne Duncan Scott Matthew Richards James Guy Thomas Dean                 | États-Unis Luke Hobson Carson Foster Jake Mitchell Kieran Smith                      | Australie Kai James Taylor Kyle Chalmers Alexander Graham Thomas Neill           |
| Doha 2024      | Chine Ji Xinjie Wang Haoyu Pan Zhanle Zhang Zhanshuo                                | Corée du Sud Yang Jae-hoon Kim Woo-min Lee Ho-joon Hwang Sun-woo                     | États-Unis Luke Hobson Carson Foster Hunter Armstrong David Johnston             |
| Singapour 2025 | Grande-Bretagne Matt Richards James Guy Jack McMillan Duncan Scott                  | Chine Ji Xinjie Pan Zhanle Wang Shun Zhang Zhanshuo                                  | Modèle:Australe Flynn Southam Charlie Hawke Kai Taylor Maximillian Giuliani      |

## Records de médailles
Mis à jour après les championnats du monde 2025.
| #  | Nom                  | Médaille d'or, monde | Médaille d'argent, monde | Médaille de bronze, monde | Total | Période     |
| -- | -------------------- | -------------------- | ------------------------ | ------------------------- | ----- | ----------- |
| 1  | Michael Phelps       | 26                   | 6                        | 1                         | 33    | 2001 - 2011 |
| 2  | Ryan Lochte          | 18                   | 5                        | 4                         | 27    | 2005 - 2015 |
| 3  | Caeleb Dressel       | 15                   | 2                        | 0                         | 17    | 2017 - 2022 |
| 4  | Sun Yang             | 11                   | 2                        | 3                         | 16    | 2009 - 2019 |
| 5  | Ian Thorpe           | 11                   | 1                        | 1                         | 13    | 1998 - 2003 |
| 6  | Grant Hackett        | 10                   | 6                        | 3                         | 19    | 1998 - 2015 |
| 7  | Nathan Adrian        | 10                   | 4                        | 2                         | 16    | 2009 - 2019 |
| 8  | Aaron Peirsol        | 10                   | 2                        | 0                         | 12    | 2001 - 2009 |
| 9  | Adam Peaty           | 8                    | 1                        | 3                         | 12    | 2015 - 2024 |
| 10 | Ryan Murphy          | 7                    | 8                        | 2                         | 17    | 2015 - 2023 |
| 11 | Hunter Armstrong     | 7                    | 3                        | 5                         | 15    | 2022 - 2024 |
| 12 | Michael Klim         | 7                    | 2                        | 2                         | 11    | 1998 - 2007 |
| 13 | Léon Marchand        | 7                    | 2                        | 0                         | 9     | 2022 - 2025 |
| 14 | Jim Montgomery       | 7                    | 1                        | 1                         | 9     | 1973 - 1978 |
| 15 | Matt Grevers         | 6                    | 5                        | 2                         | 13    | 2009 - 2019 |
| 16 | Kyle Chalmers        | 6                    | 4                        | 4                         | 14    | 2015 - 2025 |
| 17 | Alexander Popov      | 6                    | 4                        | 1                         | 11    | 1994 - 2003 |
| 18 | Nicolas Fink         | 6                    | 3                        | 4                         | 13    | 2022 - 2024 |
| 19 | James Guy            | 6                    | 2                        | 4                         | 12    | 2015 - 2025 |
| 20 | Matt Biondi          | 6                    | 2                        | 3                         | 11    | 1986 - 1991 |
| 21 | Brendan Hansen       | 6                    | 2                        | 1                         | 9     | 2001 - 2007 |
| 21 | Qin Haiyang          | 6                    | 2                        | 1                         | 9     | 2023- 2025  |
| 23 | César Cielo          | 6                    | 1                        | 0                         | 7     | 2009 - 2017 |
| 24 | Michael Groß         | 5                    | 5                        | 3                         | 13    | 1982 - 1991 |
| 25 | Matt Welsh           | 5                    | 3                        | 1                         | 9     | 1998 - 2007 |
| 26 | Rowdy Gaines         | 5                    | 3                        | 0                         | 8     | 1978 - 1982 |
| 27 | Duncan Scott         | 5                    | 2                        | 3                         | 10    | 2015 - 2025 |
| 28 | Camille Lacourt      | 5                    | 2                        | 1                         | 8     | 2011 - 2017 |
| 29 | Ian Crocker          | 4                    | 5                        | 0                         | 9     | 2003 - 2005 |
| 30 | Jérémy Stravius      | 4                    | 3                        | 1                         | 8     | 2011 - 2015 |
| 31 | Vladimir Salnikov    | 4                    | 2                        | 0                         | 6     | 1978 - 1982 |
| 31 | Pan Zhanle           | 4                    | 2                        | 0                         | 6     | 2023 - 2025 |
| 33 | Daiya Seto           | 4                    | 1                        | 5                         | 10    | 2013 - 2024 |
| 34 | Gregorio Paltrinieri | 4                    | 1                        | 3                         | 8     | 2013 - 2022 |
| 35 | Chad le Clos         | 4                    | 1                        | 2                         | 7     | 2013 - 2019 |
| 36 | Jason Lezak          | 4                    | 1                        | 1                         | 6     | 2003 - 2007 |
| 37 | Ricky Berens         | 4                    | 1                        | 0                         | 5     | 2009 - 2013 |
| 37 | Joe Bottom           | 4                    | 1                        | 0                         | 5     | 1973 - 1978 |
| 39 | Tamás Darnyi         | 4                    | 0                        | 1                         | 5     | 1986 - 1991 |
| 39 | Tom Jager            | 4                    | 0                        | 1                         | 5     | 1986 - 1991 |
| 41 | Florent Manaudou     | 4                    | 0                        | 0                         | 4     | 2013 - 2015 |
| 41 | David Popovici       | 4                    | 0                        | 0                         | 4     | 2022 - 2025 |
| 43 | Kōsuke Kitajima      | 3                    | 4                        | 5                         | 12    | 2003 - 2007 |
| 44 | Thomas Ceccon        | 3                    | 4                        | 2                         | 9     | 2022 - 2025 |
| 45 | Kevin Cordes         | 3                    | 3                        | 1                         | 7     | 2015 - 2017 |
| 45 | Conor Dwyer          | 3                    | 3                        | 1                         | 7     | 2011 - 2017 |
| 47 | Gary Hall Jr.        | 3                    | 3                        | 0                         | 6     | 1994 - 1998 |
| 48 | Maxime Grousset      | 3                    | 2                        | 5                         | 10    | 2019 - 2025 |
| 49 | Fabien Gilot         | 3                    | 2                        | 4                         | 9     | 2003 - 2015 |
| 50 | Xu Jiayu             | 3                    | 2                        | 2                         | 7     | 2017 - 2025 |
| 51 | Randall Bal          | 3                    | 2                        | 0                         | 5     | 2001 - 2005 |
| 51 | James Magnussen      | 3                    | 2                        | 0                         | 5     | 2011 - 2013 |
| 53 | Norbert Rózsa        | 3                    | 1                        | 3                         | 7     | 1991 - 1994 |

## Sources
- (en + fr) [PDF] Podiums masculins aux championnats du monde de natation, document de la Fédération internationale de natation.
- (en + fr) [PDF] Médaillés masculins aux championnats du monde de natation, document de la Fédération internationale de natation.